# Blackburn Rovers F.C.
Câu lạc bộ bóng đá Blackburn Rovers là một câu lạc bộ bóng đá chuyên nghiệp Anh đặt trụ sở tại thành phố Blackburn ở vùng Lancashire nước Anh. Sân nhà của câu lạc bộ là sân Ewood Park với sức chứa khoảng 31.000 khán giả. Biệt danh của câu lạc bộ là Rovers (hải tặc). Hiện nay, câu lạc bộ đang thi đấu tại EFL Championship.

## Lịch sử

### Những năm mới thành lập
Blackburn Rovers được khai sinh tại một cuộc họp ở khách sạn Leger, thành phố Blackburn ngày 5.11.1875. Trận cầu đầu tiên của đội bóng là trận đấu tại sân Church, Lancashire ngày 18.12.1875 và kết thúc với tỉ số hòa 1-1.
Ngày 28.9.1878, Blackburn Rovers trở thành một trong 23 câu lạc bộ tham gia thành lập Liên đoàn bóng đá vùng Lancashire. Ngày 1.11.1879 đội bóng chơi trận đầu tiên ở Cup FA và thắng đội Tyne Association Football với tỷ số 5–1. Sau đó Rovers bị Nottingham Forest loại ở vòng 3 với trận thua 0-6.
Ngày 25.3.1882 đội bóng vào đến trận chung kết Cup F.A. Cup gặp đội Old Etonians. Blackburn Rovers là đội bóng đầu tiên của tỉnh vào tới chung kết giải này nhưng lại bị thua Old Etonians với tỉ số 0-1. Năm sau, Rovers gặp lại đội này trong trận chung kết và thắng với tỉ số 2-0. Họ lặp lại chiến thắng một lần nữa tại mùa sau trước West Bromwich Albion.
Năm 1885-86 là mùa bóng chuyên nghiêp đầu tiên, và Blackburn Rovers đã chi £615 cho tiền lương các cầu thủ trong mùa đó.
Blackburn Rovers là một trong những sáng lập viên của Liên Đoàn Bóng đá vào năm 1888. Đội bóng lại vào tới trận chung kết Cup FA vào 29.3.1890 và lần thứ 4 giành chiến thắng với tỷ số 6-1 trước Sheffield Wednesday. Trong trận này tiền đạo trái William Townley đã ghi 3 bàn và trở thành cầu thủ đầu tiên lập hat-trick trong một trận chung kết Cup FA. Năm 1890-91 Blackburn Rovers lại giành CUP FA lần thứ 5 sau khi thắng Notts County F.C 3-1 trong trận chung kết.

## Đội hình

#### Đội hình chính thức
Tính đến 09:13, Thứ hai, ngày 26 tháng 5 năm 2025 (UTC)
Ghi chú: Quốc kỳ chỉ đội tuyển quốc gia được xác định rõ trong điều lệ tư cách FIFA. Các cầu thủ có thể giữ hơn một quốc tịch ngoài FIFA.
| Số | VT | Quốc gia         | Cầu thủ                      |
| -- | -- | ---------------- | ---------------------------- |
| 2  | HV | Namibia          | Ryan Nyambe                  |
| 3  | HV | Cộng hòa Ireland | Derrick Williams             |
| 6  | TV | Anh              | Richie Smallwood             |
| 7  | TĐ | Anh              | Adam Armstrong               |
| 8  | TV | Anh              | Joe Rothwell                 |
| 9  | TĐ | Anh              | Dominic Samuel               |
| 10 | TĐ | Anh              | Danny Graham                 |
| 11 | TV | Anh              | Harry Chapman                |
| 13 | TM | Canada           | Jayson Leutwiler             |
| 14 | HV | Scotland         | Charlie Mulgrew (Đội trưởng) |
| 17 | HV | Jamaica          | Amari'i Bell                 |
| 18 | TV | Anh              | Jacob Davenport              |
| 19 | TĐ | Anh              | Ben Brereton                 |
| 23 | TV | Anh              | Bradley Dack                 |
| 24 | TĐ | Anh              | Joe Nuttall                  |

| Số | VT | Quốc gia         | Cầu thủ            |
| -- | -- | ---------------- | ------------------ |
| 26 | HV | Cộng hòa Ireland | Darragh Lenihan    |
| 27 | TV | Anh              | Lewis Travis       |
| 29 | TV | Bắc Ireland      | Corry Evans        |
| 30 | HV | Anh              | Sam Hart           |
| 31 | TV | Anh              | Elliott Bennett    |
| 33 | TM | Anh              | Andy Fisher        |
| 34 | TĐ | Anh              | Daniel Butterworth |
| 35 | HV | Anh              | Joe Grayson        |
| 38 | HV | Anh              | Tyler Magloire     |
| 39 | TV | Anh              | John Buckley       |
| —  | HV | Anh              | Scott Wharton      |
| —  | TV | Anh              | Stewart Downing    |
| —  | TV | Anh              | Bradley Johnson    |
| —  | TĐ | Anh              | Sam Gallagher      |

## Thành tích Premier League
Dưới đây là bảng thành tích của Blackburn Rovers qua các mùa giải:
| Mùa giải | Tr[1] | T[2] | H[3] | Th[4] | Bt[5] | Bb[6] | Hs[7] | Điểm | Vị trí | Đủ điều kiện tham dự  |
| -------- | ----- | ---- | ---- | ----- | ----- | ----- | ----- | ---- | ------ | --------------------- |
| 1992–93  | 42    | 20   | 11   | 11    | 68    | 46    | +22   | 71   | 4      |                       |
| 1993–94  | 42    | 25   | 9    | 8     | 63    | 36    | +27   | 84   | 2      | UEFA Cup              |
| 1994–95  | 42    | 27   | 8    | 7     | 80    | 39    | +41   | 89   | 1      | UEFA Champions League |
| 1995–96  | 38    | 18   | 7    | 13    | 61    | 47    | +14   | 61   | 7      |                       |
| 1996–97  | 38    | 9    | 15   | 14    | 42    | 43    | −1    | 42   | 13     |                       |
| 1997–98  | 38    | 16   | 10   | 12    | 57    | 52    | +5    | 58   | 6      | UEFA Cup              |
| 1998–99  | 38    | 7    | 14   | 17    | 38    | 52    | −14   | 35   | 19     | Xuống hạng            |
| 1999–00  | –     | –    | –    | –     | –     | –     | –     | –    | –      |                       |
| 2000–01  | –     | –    | –    | –     | –     | –     | –     | –    | –      |                       |
| 2001–02  | 38    | 12   | 10   | 16    | 55    | 51    | +4    | 46   | 10     | UEFA Cup              |
| 2002–03  | 38    | 16   | 12   | 10    | 52    | 43    | +9    | 60   | 6      | UEFA Cup              |
| 2003–04  | 38    | 12   | 8    | 18    | 51    | 59    | −8    | 44   | 15     |                       |
| 2004–05  | 38    | 9    | 15   | 14    | 32    | 43    | −11   | 42   | 15     |                       |
| 2005–06  | 38    | 19   | 6    | 13    | 51    | 42    | +9    | 63   | 6      | UEFA Cup              |
| 2006–07  | 38    | 15   | 7    | 16    | 52    | 54    | −2    | 52   | 10     | UEFA Intertoto Cup    |
| 2007–08  | 38    | 15   | 13   | 10    | 50    | 48    | +2    | 58   | 7      |                       |
| 2008–09  | 38    | 10   | 11   | 17    | 40    | 60    | −20   | 41   | 15     |                       |
| 2009–10  | 38    | 13   | 11   | 14    | 41    | 55    | −14   | 50   | 10     |                       |
| 2010–11  | 38    | 11   | 10   | 17    | 46    | 59    | −13   | 43   | 15     |                       |

1. ^  Số trận

2. ^  Số trận thắng

3. ^  Số trận hòa

4. ^  Số trận thua

5. ^  Số bàn thắng

6. ^  Số bàn bại

7. ^  Hiệu số (Số bàn thắng - Số bàn bại)

## Huấn luyện viên
| Giai đoạn | Huấn luyện viên  |
| --------- | ---------------- |
| 1884–1896 | Thomas Mitchell  |
| 1896–1903 | Joseph Warmsley  |
| 1903–1925 | Robert Middleton |
| 1922–1926 | Jack Carr        |
| 1926–1930 | Bob Crompton     |
| 1931–1936 | Arthur Barritt   |
| 1936–1938 | Reg Taylor       |
| 1938–1941 | Bob Crompton     |
| 1944–1947 | Eddie Hapgood    |
| 1947      | Will Scott       |
| 1947–1949 | Jack Bruton      |
| 1949–1953 | Jackie Bestall   |
| 1953–1958 | Johnny Carey     |
| 1958–1960 | Dally Duncan     |
| 1960–1967 | Jack Marshall    |
| 1967–1970 | Eddie Quigley    |
| 1970–1971 | Johnny Carey     |
| 1971–1973 | Ken Furphy       |
| 1974–1975 | Gordon Lee       |
| 1975–1978 | Jim Smith        |
| 1978      | Jim Iley         |
| 1978–1979 | John Pickering   |
| 1979–1981 | Howard Kendall   |
| 1981–1986 | Bobby Saxton     |
| 1987–1991 | Don Mackay       |
| 1991–1995 | Kenny Dalglish   |
| 1995–1996 | Ray Harford      |
| 1997–1998 | Roy Hodgson      |
| 1998–1999 | Brian Kidd       |
| 2000–2004 | Graeme Souness   |
| 2004–2008 | Mark Hughes      |
| 2008      | Paul Ince        |
| 2008–2010 | Sam Allardyce    |
| 2010-2012 | Steve Kean       |

## Thành tích
- Football League First Division/Giải bóng đá Ngoại hạng Anh: 3
  - 1911–12, 1913–14, 1994–95
- Cúp FA: 6
  - 1883–84, 1884–85, 1885–86, 1889–90, 1890–91, 1927–28
- Football League Cup: 1
  - 2001–02
- Siêu cúp Anh: 1
  - 1912